# 比利·奈特 (網球運動員)
威廉·亞瑟·奈特（英語：William Arthur Knight；1935年11月12日—），是一位英國已退役網球運動員，在1950年至1960年代參加業餘網球巡迴賽。

## 生涯
在專注網球運動前，奈特亦曾參加乒乓球賽事並在1951年贏得一項冠軍。在青少年網球時期，他贏得1953和1954年溫布頓網球青少年組男單冠軍。
他在大滿貫最佳成績是在打進1959年法国网球锦标赛八強，並在同項賽事中與约拉·拉米雷斯一起贏得混合雙打冠軍。1959年德國公开赛，他贏得該項賽事單打冠軍。此外在1955年至1964年間，他曾代表英國出戰台維斯盃，並在1963年打進洲際決賽。

## 大滿貫決賽及冠軍

### 混合雙打
| 賽果 | 年份 | 賽事               | 表面 | 拍擋          | 對手                  | 比分          |
| ---- | ---- | ------------------ | ---- | ------------- | --------------------- | ------------- |
| 負   | 1957 | 澳大利亚网球锦标赛 | 草地 | 吉尔·兰利     | 马尔·安德森 费伊·马勒 | 5–7, 6–3, 1–6 |
| 冠軍 | 1959 | 法国网球锦标赛     | 草地 | 约拉·拉米雷斯 | 罗德·拉沃 勒妮·舒尔曼 | 6–4, 6–4      |

## 青年大滿貫決賽及冠軍
| 結果 | 年份 | 賽事             | 地面 | 對手              | 比分     |
| ---- | ---- | ---------------- | ---- | ----------------- | -------- |
| 冠軍 | 1953 | 溫布頓網球錦標賽 | 草地 | 拉馬納坦·克里希南 | 7–5, 6–4 |
| 冠軍 | 1954 | 澳洲網球錦標賽   | 草地 | 羅伊·愛默生       | 6–3, 6–1 |